# Maechidius setosus
Maechidius setosus är en skalbaggsart som beskrevs av Moser 1920. Maechidius setosus ingår i släktet Maechidius och familjen Melolonthidae. Inga underarter finns listade i Catalogue of Life.